# Montbray (album)
Montbray is de debuutplaat van de Belgische zangeres Sylvie Kreusch. Het album dat gelanceerd werd door Sony, werd uitgebracht op 5 november 2021. Kreusch stelt het album voor tijdens een tournee van 10 shows, waaronder een show in De Roma in Antwerpen en Het Depot in Leuven. Het nummer Walk Walk werd een radiohit, en werd zelf nummer 1 in De Afrekening op Studio Brussel. 

## Awards en nominaties
Montbray werd genomineerd voor twee Mia's. De hoes, die genomineerd werd voor Beste Artwork werd gemaakt door de Antwerpse kunstenaar Stef Van Looveren. Op de foto zijn twee geliefden te zien, die mekaar niet helemaal knuffelen. De ene heeft namelijk geen hoofd meer. 
| Jaar | Award | Categorie     | Resultaat   |
| ---- | ----- | ------------- | ----------- |
| 2021 | MIA's | Beste Album   | Genomineerd |
| 2021 | MIA's | Beste Artwork | Gewonnen    |

## Tracklist
1. Falling High
2. Shangri-La
3. Wild Love
4. Walk Walk
5. Interlude
6. Ending Up Alone
7. All Of Me
8. Hear This Choir
9. Haunting Melody
10. Girls
11. Let It All Burn
12. Who Will Fall (Here Into My Arms)